# Force de Sibérie
Force de Sibérie (en russe : Сила Сибири, Sila Sibiri ; en chinois : 西伯利亚力量 ; pinyin : Xībólìyǎ lìliàng) est un gazoduc entre la Russie et la Chine. Un second projet est en cours: Force de Sibérie 2.

## Description
Le gazoduc a une longueur d'environ 2 159 km, depuis le gisement de Tchaïandina en République de Sakha, ou Iakoutie, dans le nord-est de la Sibérie. jusqu'à l'extrême nord-est de la Chine. La construction des infrastructures nécessaires a débuté le 1er septembre 2014 à Ous Khatyn et s'est terminée en 2019. Ce projet fait suite à l'accord signé le 28 mai 2014 entre la compagnie russe Gazprom et la China National Petroleum Corporation (CNPC). Le contrat prévoit l'acheminement de 38 milliards de mètres cubes de gaz russe par an à la Chine et ce sur une période de trente ans, pour la somme de 800 milliards d'équivalent-dollars[réf. souhaitée].

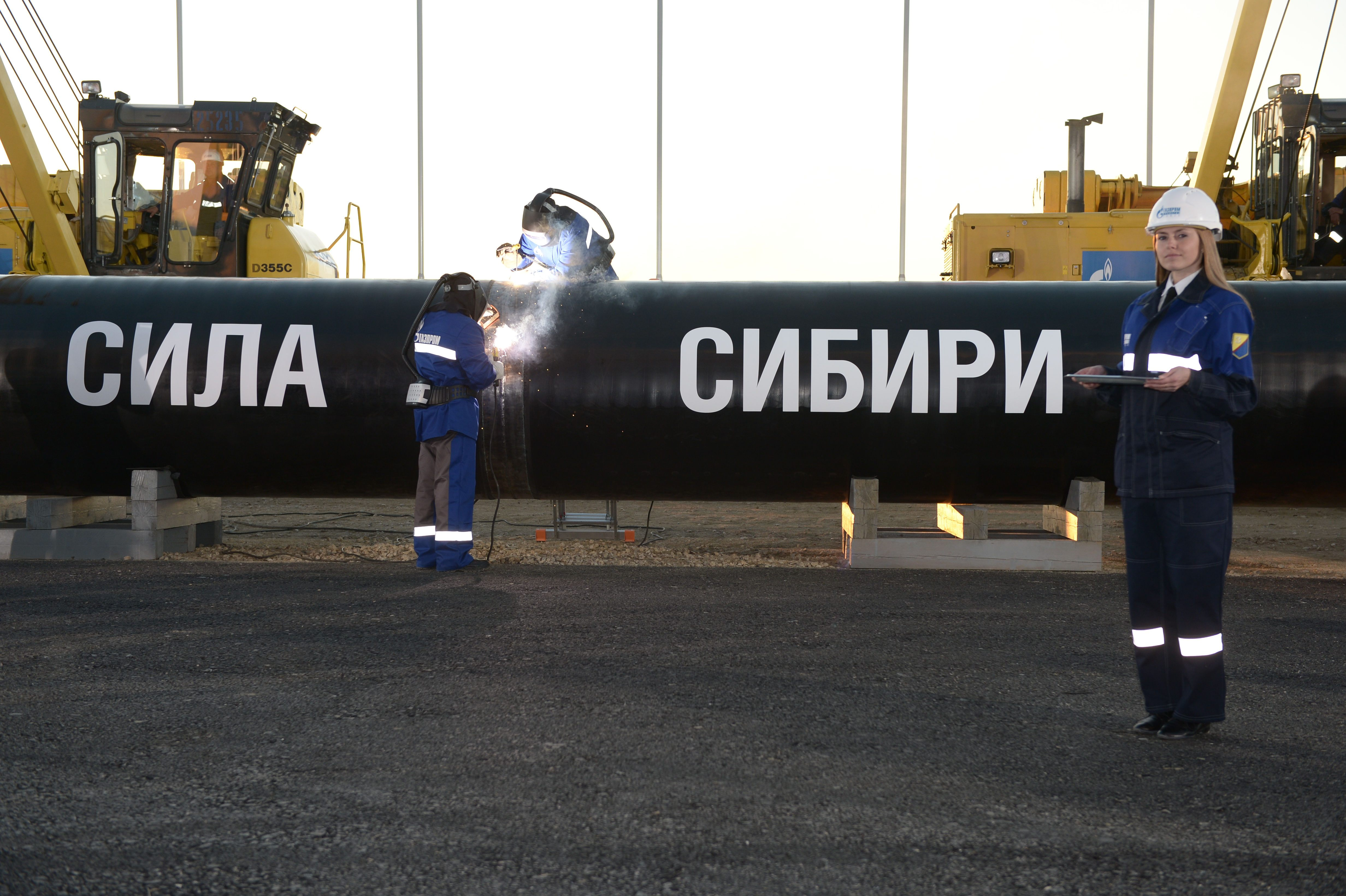
Cérémonie du lancement du projet en 2014

Sa longueur est de 2 159 km, le diamètre du conduit de 1,42 m, la pression de travail de 9,8 MPa, les possibilités du volume d'exportation s'élèvent à 38 milliards de mètres cubes de gaz par année . Le coût de la construction, initialement prévu à 800 milliards a dû être révisé en 2018 à 1 100 milliards de roubles.
Le gazoduc de Gazprom part du gisement de gaz de Tchaïandina jusqu'à Heihe à la frontière chinoise. Sa longueur est de presque 4 000 km si l'on tient compte de la liaison depuis le gisement russe Kovykta jusqu'à Heihe à la frontière entre les deux pays puis jusqu'à Vladivostok. Une partie du pipeline passe par le corridor intégré à la deuxième  section du gazoduc- oléoduc Sibérie orientale - océan Pacifique. L'ensemble de ces conduites sont pourvues de stations de production de GNL destinées à l'exportation vers le Japon et a fourni de la matière première pour le complexe pétrochimique du kraï du Primorié.
Il est également prévu de raccorder le gazoduc au gisement de Kovykta.
Le coût total d'infrastructures du projet lié au gazoduc (en particulier l'aménagement du gisement et la construction d'une usine de traitement de gaz) est estimé de 55 à 70 milliards $ ,.
Il est prévu de livrer à la Chine en 2020 un volume de 5 milliards de mètres cubes de gaz, puis 10 milliards de mètres cubes en 2021, 15 milliards en 2022, 38 milliards de mètres cubes en 2025.

## Histoire
En octobre 2012, le président Vladimir Poutine a chargé Gazprom d'élaborer un projet de gazoduc auquel on a donné le nom provisoire de Iakoutie - Khabarovsk - Vladivostok. Gazprom a organisé un concours pour choisir le nom du gazoduc le 27 décembre 2012 dont Vladimir Poutine a révélé le nom gagnant lors d'une session du Conseil d'État : Force de Sibérie.
En mai 2014 un nouvel élan a été donné au projet par la signature d'un contrat d'une durée de trente ans pour la fourniture de gaz à la Chine entre Gazprom et China National Petroleum Corporation. Selon ces accords un volume de 38 milliards de mètres cubes de gaz devraient être livrés chaque année. Le montant total du contrat représente 400 milliards $. Gazprom devrait recevoir une avance de 25 milliards $ de la China National Petroleum Corporation qui seront utilisés pour commencer la construction du gazoduc Force de Sibérie. Gazprom a toutefois refusé de recevoir à l'avenir d'autres avances afin de ne pas devoir réduire le prix du gaz pour les futures livraisons par gazoduc.
En Chine, la construction de la partie du gazoduc à la frontière avec la Russie a commencé le 29 juin 2015 près de la ville de Heihe. Il est prévu de terminer la construction jusque Shanghai pour l'année 2018.
En décembre 2015, sont signés cinq contrats avec la société Stroimontage pour la construction du gazoduc, sur des périodes s'échelonnant du 1er janvier 2016 au 31 juillet 2018. En septembre 2016 Gazprom et China National Petroleum Corporation ont également signé  un contrat pour la construction d'un passage sous le fleuve Amour à la frontière entre les deux pays.
Le 29 décembre 2016, Gazprom avait construit 445 kilomètres de gazoduc et en février 2018 1 480 km avaient été construits du côté chinois. Le 21 mars 2018 75,5 % du parcours depuis le gisement  de gaz de Tchaïandina jusqu'à Blagovechtchensk sont réalisés. Le 8 juin 2018, Gazprom annonce l'achèvement réussi du forage sous le fleuve Amour, permettant le passage des conduits.
La construction du compresseur de la station frontalière Atamanskaïa débute le 19 mars 2019.
Les deux sections du gazoduc à la frontière de la Chine et de la Russie sont reliées le 23 juillet 2019.
Les travaux de refoulement de l'azote dans les conduits et l'arrivée du gaz sont réalisés fin août 2019.
Le 23 juillet 2019, les sections russes et chinoises du gazoduc Force de Sibérie sont arrivées à la frontière des deux pays. Le 2 décembre 2019 a eu lieu la mise en service officielle du gazoduc avec la participation aux cérémonies du président russe Vladimir Poutine et du président chinois Xi Jinping,.